# エットーレ・バスティコ
エットーレ・バスティコ（Ettore Bastico、1876年4月9日 - 1972年12月2日）は、イタリア王国の軍人、陸軍元帥。

## 経歴
ボローニャに生まれる。軍歴の最初は、第3ベルサリエリ連隊へ士官候補生としての配属。第一次世界大戦中は様々な師団司令部で参謀将校を務めていた。1927年に准将に昇進し、1932年に師団司令官に就任。独裁者ベニート・ムッソリーニに黒シャツ隊師団の編成を命じられた。1935年、第二次エチオピア戦争に従軍し、軍団司令官となる。
第二次世界大戦中の1940年、ドデカネス諸島（イタリア領エーゲ海諸島）総督に任命される。翌1941年にリビア総督・軍総司令官となった。ドイツアフリカ軍団は公式にはバスティコの隷下にあったが、バスティコは度々その司令官ロンメルと対立し、「爆弾（伊：bomba）」にちなんだ「ボンバスティコ」というあだ名を付けられた。1942年にロンメルが元帥に列せられると、バランスを取るためにムッソリーニは8月12日にバスティコを元帥に列した。エル・アラメインの戦いに敗れ、アフリカ失陥が目前となった1943年2月にリビア総督を解任された。その後は終戦まで軍務に就くことはなかった。
戦後は軍事史家・作家として活動し、1957年にはイタリア共和国功労勲章（伊：Ordine al merito della Repubblica Italiana）を授与されている。
1972年に96歳の長寿でローマにおいて死去。イタリア王国陸軍元帥最後の生き残りであった。

## 軍人としての評価
1970年代までバスティコの評価は惨憺たるものであった。バスティコと同時期に北アフリカ戦線を戦ったロンメルが「有能なドイツ軍人」として神話化されたことで、ロンメルと対立したバスティコは守旧的で無能なイタリア軍の将軍の典型例として矮小化されたのである。この傾向は、グデーリアンやマンシュタインら他のドイツ軍将校の回顧録において、イタリア軍はじめ同盟国が将校から兵士に至るまで軟弱で軍備も貧弱であるとの評価がなされた事によりさらに強められていた。
しかし1980年代以降、軍事史研究の中でドイツ軍の再検討が進められ、ロンメルの戦略立案能力に疑問符が付けられた結果、上記のような評価は大きく修正されることとなる。具体的には、当時北アフリカに集積された物資のデータなどが検討された結果、補給・作戦支援的観点からエル・アラメインへの進撃に反対したバスティコやカヴァッレーロ、ケッセルリンクの視点は妥当であると指摘されたのである。これらの研究を通し、バスティコは現在、北アフリカという戦場をよく理解し、補給の重要性を正しく認識できていた優秀な上級将校として再評価が進められている。